# دنگ یاون
دنگ یاون (چینی ساده: 邓雅文; پین‌یین: Dèng Yǎwén؛ زادهٔ ۱۷ اکتبر ۲۰۰۵) دوچرخه‌سوار بی‌ام‌اکس اهل چین است. او برندهٔ مدال طلا در بازی‌های المپیک تابستانی ۲۰۲۴ در رشتهٔ فری‌استایل بی‌ام‌اکس زنان شده است.

## حرفه
در سن هشت سالگی، دنگ به تیم دو و میدانی مدرسه آماتوری لوجو پیوست و در رشتهٔ پرتاب نیزه شرکت کرد. او دوچرخه‌سواری بی‌ام‌اکس را در سال ۲۰۱۷ در سن ۱۲ سالگی آغاز کرد. او در بازی‌های ملی چین سال ۲۰۲۱ نایب قهرمان شد و در سال ۲۰۲۲ به جایگاه سوم رسید. در سال ۲۰۲۳، او برندهٔ مدال طلا در مسابقات قهرمانی آسیا شد و به جایگاه ششم در مسابقات قهرمانی جهانی یوسی‌آی بی‌ام‌اکس فری‌استایل سال ۲۰۲۳ رسید. در اکتبر ۲۰۲۳، او برندهٔ مدال طلا در یوسی‌آی بی‌ام‌اکس فری‌استایل قبل از هانا رابرتز شد. دنیل درس، مربیگری دنگ یاون را برعهده دارد.

### بازی‌های المپیک تابستانی ۲۰۲۴
در اوایل سال ۲۰۲۴، او برای رقابت در بازی‌های گزینشی بازی‌های المپیک تابستانی ۲۰۲۴ انتخاب شد. در نخستین مرحله از سری مسابقات مقدماتی در شانگهای، او با امتیاز ۹۱٫۵۰ در جایگاه سوم قرار گرفت. در طی دومین مرحله از مسابقات در بوداپست، او با امتیاز ۹۰٫۹۶ به جایگاه چهارم رسید. در نتیجه او ورزشکار واجد شرایط نمایندهٔ چین برای حضور بازی‌های المپیک تابستانی ۲۰۲۴ شد.
در رشتهٔ بی‌ام‌اکس فری‌استایل زنان، جاییکه که جوان‌ترین شرکت کننده بود، با امتیاز ۹۲٫۶۰ برندهٔ مدال طلا شد. دنگ یاون تنها دوچرخه‌سوار با امتیاز بالای ۹۰ در هر چهار مرحله، از جمله مرحله گزینش و فینال بود. او اولین ورزشکار چینی است که در این رشته برندهٔ مدال شد و نخستین کسی است که مدال طلا دریافت کرده است.

## تاریخچه مسابقات
نتایج زیر برگرفته از اتحادیه جهانی دوچرخه‌سواری است.
تا ۶ اوت ۲۰۲۴

### بازی‌های المپیک
| رویداد     | فری‌استایل پارک |
| ---------- | -------------- |
| ۲۰۲۴ پاریس | طلا            |

### قهرمانی جهان دوچرخه‌سواری یوسی‌آی
| رویداد      | فری‌استایل پارک |
| ----------- | -------------- |
| ۲۰۲۳ گلاسگو | ششم            |

### جام جهانی یوسی‌آی بی‌ام‌اکس فری‌استایل پارک
| فصل  | ۱         | ۲         | ۳        | ۴        | رتبه | امتیاز |
| ---- | --------- | --------- | -------- | -------- | ---- | ------ |
| ۲۰۲۳ | درعیه —   | مون‌پلیه ۵ | بروکسل — | باژانگ ۱ | ۱۷   | ۷۲۰    |
| ۲۰۲۴ | انوشیما ۳ | مون‌پلیه — | شانگهای  |          | ۹    | ۸۲۰    |